# 道の駅玉村宿
道の駅玉村宿（みちのえき たまむらじゅく）は、群馬県佐波郡玉村町大字上新田にある国道354号の道の駅である。玉村町の緊急避難場所に指定されており、災害時には地域防災センターとしても活用される。

## 施設
- 駐車場：187台[1]
  - 普通車：161台[5]
  - 大型車：22台[5]
  - 身障者用：4台[5]
- トイレ：30器[1]
  - 男：15器
  - 女：13器
  - 身障者：2器
- 直売所（平日 9:30 - 18:00、土日祝日 9:30 - 18:30）[4][5]
- 食堂（お食事処 Tama亭）[4]
- 売店（肉の駅）[4]
- 多目的広場[4]
- 赤ちゃんの駅[4]
- 情報発信センター
- テスラスーパーチャージャースタンド：6個[7]

## 休館日
- 毎月第3水曜日[5]
- 年末年始（12月31日 - 1月2日）[5]

## 道路
- 国道354号[3][5]（東毛広域幹線道路）

## 周辺
- 関越自動車道 高崎玉村スマートIC[2][4][8][9]

ETC2.0限定、一時退出・再進入に対応している。